# Cosméticos (álbum)
Cosméticos es el primer álbum homonino de la banda new wave argentina de los ochenta  Cosméticos. Fue producido por el guitarrista de Virus, Julio Moura. La placa fue grabada y lanzada en 1985.

## Historia
Entre los meses de marzo y abril de 1985, grabaron su primer disco, llamado simplemente Cosméticos. Este trabajo fue presentado en la discoteca Paladium en ese año, con Gringui Herrera en el bajo, ya que Alejandro Arena había sufrido un accidente automovilístico que casi le cuesta la vida.
Las sucesivas actuaciones en TV (Domingos para la juventud, Sábados de la bondad, Mesa de Noticias, La noticia rebelde, Badía y Cía, etc.) realzaron la popularidad de la banda y generaron una interesante venta discográfica.

## Lista de canciones
1. Hoy en día hay transformación
2. Decisión femenina
3. Hu-Na-Na
4. Busca una sensación
5. Dos días para amar
6. En la gasolinera
7. Solo despertar
8. Solos, vos y yo
9. Nadie escuchará
10. Bienvenido al show

## Personal
- Julio Breshnev: Voz
- Mario Fernández: Guitarras,teclados y sintetizadores
- Leslie Burón: Guitarras
- Alejandro Arena (luego Héctor Grasso): Bajo
- Pablo Linares: Batería y percusión